# Child Exploitation Tracking System
Il Child Exploitation Tracking System (CETS, lett. Sistema di tracciamento per lo sfruttamento dei minori) è una soluzione informatica basata su Microsoft Windows che assiste nella gestione e nel collegamento a livello mondiale dei casi relativi alla protezione dei minori (violenza, sfruttamento, abuso, abbandono). CETS è stata sviluppata in collaborazione con le forze dell'ordine del Canada.
Gestita da un'ampia collaborazione fra Microsoft e le agenzie investigative e le forze dell'ordine, CETS offre funzionalità per raccogliere e condividere prove e informazioni utili ad identificare, prevenire e punire coloro, che commettono crimini contro l'infanzia.

## Il partenariato CETS
Nel 2003 il sergente ispettore Paul Gillespie, ufficiale in carica della Sezione Antisfruttamento Minorile dell'unità Reati Sessuali della Polizia di Toronto indirizzò una richiesta a Bill Gates, fondatore di Microsoft, per ottenere supporto per questo tipo di reati.. Agenzie esperte nel tracciamento e nella cattura di questi criminali furono coinvolte nelle fasi di progettazione, implementazione, stesura delle policy d'uso. La soluzione informatica si prefiggeva lo scopo di fornire un valido strumento alle forze dell'ordine dalla fase investigativa iniziale, all'arresto, al procedimento penale, fino alla condanna definitiva del criminale. Inoltre, lo strumento informatico doveva imperativamente uniformarsi ai diritti costituzionali e alle libertà civili sancite nei diversi Paesi, comprendendo le regole sul traffico Internet, la privacy e i singoli utenti. Tale soluzione seguiva un obbiettivo globale e, pur nelle differenti leggi dei vari Paesi, consentiva l'accessibilità e interoperabilità delle banche dati e la collaborazione internazionale fra le agenzie e gli organi di polizia di Paesi diversi.
Per accrescere l'efficacia delle investigazioni a livello mondiale, tale sistema doveva consentire agli organi di polizia:
- tenere memoria delle testimonianze e prove di uno sfruttamento minorile online, raccolte nel tempo  da molteplici agenzie e forze dell'ordine.
- organizzare e salvare le informazioni in modo permanente e sicuro.
- effettuare ricerche avanzate sulla database
- permettere un invio e ricezione, o consultazione dei dati, tramite protocolli Internet sicuri, fra le agenzie afferenti a giurisdizioni diverse.
- effettuare analisi e controlli incrociati fra le informazioni.
- essere conforme ("compliant") con gli standard dell'industria del software mondiale.

## Agenzie partecipanti
Le agenzie e i corpi di polizia che nel mondo hanno adottato CETS oppure stanno sviluppando ulteriori funzionalità, comprendono:
- Australia:  High Tech Crime Centre
- Brasile: Federal Police
- Canada: Royal Canadian Mounted Police, Toronto Police Services Sex Crime Unit, & Twenty-six other Canadian police services
- Cile: National Investigative Police
- Indonesia: National Police
- Italia: Ministero dell'Interno e Polizia postale
- Romania: National Police
- Spagna: Interior Ministry
- Regno Unito: Child Exploitation and Online Protection Command of the National Crime Agency.
- Stati Uniti: Department of Homeland Security and Federal Bureau of Investigation
- In Planning: Polonia, Argentina e Emirati Arabi.

Il progresso tecnologico ha contribuito alla lotta contro i crimini minorili. Il sistema di tracciamento ha mostrato un comprovato tasso di successo nell'assicurare alla magistratura molto di coloro che violano le leggi. Microsoft ha dato il suo importante contributo alla creazione di NCMEC, cui è seguita la creazione di un sistema di cattura dei criminali, oltreché di rimozione delle immagini offensive.
"Microsoft ha implementato il PhotoDNA nei software di sua proprietà come Bing, SkyDrive e Hotmaio, che ha permesso l'identificazione, reportistica e rimozione di migliaia di immagini di pedopornografia infantile".
Microsoft ha contribuito alla sorveglianza (anticrimine) in rete, e ad abbattere il muro dell'anonimato.